# 인천 웨이브스
인천 웨이브스는 2019년에 창단된 독립 야구단이다. 코로나19로 인해 아직 독립야구단 경기도리그에 가입하지 않있다.

## 코치
- 지병호 (수석)
- 최원호 (투수)
- 태은호 (수비)
- 최성묵 (트레이닝)
- 위준호